# Tijanat
Tijanat (arab. تيانت; fr. Tienet)  – jedna z 53 gmin w prowincji Tilimsan, w Algierii, znajdująca się w północnej części prowincji, około 50 km na zachód od Tilimsan. W 2008 roku gminę zamieszkiwało 4493 osób. Numer statystyczny gminy w Office National des Statistiques d'Algérie to 1345.